# 6 Armia Sił Powietrznych i Obrony Przeciwlotniczej
6 Leningradzka Armia Sił Powietrznych i Obrony Przeciwlotniczej odznaczona Orderem Czerwonego Sztandaru (ros. trb. 6-ja Leningradskaja Krasnoznamionnaja armija WWS i PWO, w skrócie 6А ВВС и ПВО) – związek operacyjny Sił Zbrojnych Federacji Rosyjskiej, służący w Siłach Powietrznych Federacji Rosyjskiej w ramach Zachodniego Okręgu Wojskowego.

## Formowanie i zmiany organizacyjne
6 Armia Lotnicza i Obrony Powietrznej powstała w wyniku połączenia sił powietrznych i wojsk obrony powietrznej i 1 marca 1998 w ramach nowego rodzaju sił zbrojnych osiągnęła gotowość operacyjną.
13 września 2005 dekretem prezydenta Rosji otrzymała wyróżnienie Leningradzka i Order Czerwonego Sztandaru.
W lutym 2010 wprowadzona została w życie Doktryna Wojenna Federacji Rosyjskiej. Utworzone zostały cztery dowództwa operacyjno-strategiczne, a w ślad za nimi cztery okręgi wojskowe. Każdemu z nich podporządkowano jedno dowództwo SPiOP. W Zachodnim Okręgu Wojskowym na bazie 6 ALiOP i 16 Korpusu Lotniczego utworzono 1 Dowództwo SPiOP. Korpusy i dywizje obrony powietrznej przeformowano w Brygady Obrony Powietrzno-Kosmicznej, włączając w ich struktury elementy wojsk radiotechnicznych.

1 sierpnia 2015 dekret prezydenta Federacji Rosyjskiej powołał w miejsce Dowództwa Sił Powietrznych i Dowództwa Obrony Powietrzno-Kosmicznej Główne Dowództwo Sił Powietrzno-Kosmicznych. Na bazie Sił Powietrznych i Wojsk Powietrzno-Kosmicznych powstały Siły Powietrzno-Kosmiczne. Dowództwo 1 SPiOP przekształcone zostało na powrót w 6 ALiOP.

## Komponent lotniczy
- 105 Mieszana Dywizja Lotnicza;
- 14 Gwardyjski pułk lotnictwa myśliwskiego (Chalino, obwód kurski); przezbrajany z MiG-29SMT (tzw. algierskie, tzn. nie przyjęte wcześniej przez Algierię) na wielozadaniowe Su-30SM;
- 159 Gwardyjski pułk lotnictwa myśliwskiego (Biesowiec, Karelia); przezbrajany z Su-27 różnych wersji na Su-35S (dwie eskadry);
- 790 Gwardyjski pułk lotnictwa myśliwskiego (Chotiłowo, obwód twerski); przezbrajany z Su-27 różnych wersji na Su-35S i MiG-31BM;
- 47 mieszany pułk lotniczy (Bałtimor, Woroneż); pułk ukończył przezbrojenie z Su-24M na Su-34 (36 Su-34 w trzech eskadrach);
- 4 samodzielna eskadra rozpoznawcza (Szatałowo, obwód smoleński); eskadra miała na stanie rozpoznawcze Su-24MR; w 2018 zapowiadano rozwinięcie eskadry w pułk;
- 33 samodzielny mieszany pułk lotniczy (Lewaszowo, St-Petersburg); samoloty transportowe i śmigłowce (An-12, An-26, An-30, An-72, An-148, Tu-143, L-410, Mi-8 i Mi-26);
- jednostki śmigłowcowe (tzw. lotnictwa armijnego), w tym jedną brygadą
- 15 Brygada Śmigłowców (Ostrów, obwód pskowski); brygada powstała niedawno, wyposażona jest w najnowsze śmigłowce uderzeniowe: Mi-35M, Mi-28N, Ka-52, transportowo-bojowe Mi-8MTW-5 i Mi-8AMTSz oraz ciężkie transportowe Mi-26; według niektórych źródeł brygada ma prawdopodobnie (co najmniej): 18 Ka-52, 16 Mi-28N, 10 Mi-35M, 20 Mi-8MTW-5 i 6 Mi-26;
- 440 samodzielny pułk śmigłowców (Wiaźma, obwód smoleński) Według niektórych źródeł pułk ma prawdopodobnie (co najmniej): 12 Ka-52, 16 Mi-24P, 20 Mi-8MTW-5 i 3 Mi-8MTPR-1.
- 332 samodzielny pułk śmigłowców (Puszkin, St-Petersburg) Według niektórych źródeł pułk ma prawdopodobnie (co najmniej): 12 Mi-28N, 10 Mi-35M, 12 Mi-8MTW-5.
- wg niektórych źródeł funkcjonuje jeszcze tzw. pokojowa eskadra 332 Pułku (Mi-24P, Mi-8MT, Mi-8MTW-5).

## Komponent przeciwlotniczy
- 2 Dywizja Obrony Przeciwlotniczej (Chwojny) z systemami S-300 przezbrajanymi na S-400; osłania z powietrza rejony Petersburga i Pskowa;
  - 500 Gwardyjski Rakietowy Pułk Przeciwlotniczy (Gostilicy, obwód leningradzki);
  - 1544 rakietowy pułk przeciwlotniczy (Władimirski Łagier, obwód pskowski);
  - 1488 rakietowy pułk przeciwlotniczy (Zielenogorsk, St-Petersburg);
  - 1489 rakietowy pułk przeciwlotniczy (Waganowo, obwód leningradzki);
  - 1490 rakietowy pułk przeciwlotniczy (Uljanowka, obwód leningradzki);
  - 333 pułk radiotechniczny (Chwojnyj, St-Peterbsurg),
  - 334 pułk radiotechniczny (Pietrozawodsk, Karelia);
- 32 Dywizja Obrony Przeciwlotniczej (Rżew) z systemami S-300 i S-400; ma tylko dwa pułki, osłania przede wszystkim rejon Nowogrodu i Woroneża.
  - 42 rakietowy pułk przeciwlotniczy (Wałdaj, obwód nowogrodzki);
  - 108 rakietowy pułk przeciwlotniczy (Sziłowo, Woroneż);
  - 335 pułk radiotechniczny (Jarosławl);
  - 336 pułk radiotechniczny (Orioł);
  - 337 pułk radiotechniczny (Rżew, obwód twerski).

### obwód królewiecki
- 132 Mieszana Dywizja Lotnicza
  - 689 Gwardyjski Pułk Lotnictwa Myśliwskiego – niezmodernizowane samoloty Su-27;
  - 4 samodzielny Gwardyjski pułk lotnictwa szturmowego – pułk przezbrajany z Su-24M na Su-30SM;
  - 396 samodzielna eskadra śmigłowców ZOP
  - 125 samodzielna eskadra śmigłowców;
  - 398 samodzielna eskadra transportowa;
- 44 Dywizja Obrony Przeciwlotniczej (Królewiec):
  - 183 rakietowy pułk przeciwlotniczy;
  - 1545 rakietowy pułk przeciwlotniczy;
  - 81 pułk radiotechniczny[5].

## Dowódcy armii
- gen. mjr Oleg Makowiecki (od sierpnia 2020)[6]